# Prionyx sennae
Prionyx sennae là một loài côn trùng cánh màng trong họ Sphecidae, thuộc chi Prionyx. Loài này được Mantero miêu tả khoa học đầu tiên năm 1901.